# 동의보감언해
동의보감언해본은 허준이 집필한 동의보감을 궁중에서 이를 사용의 목적으로 동의보감(東醫寶鑑)의 내경편(內景篇)을 한글로 옮긴것으로  여겨지며  현재 장서각에 소장되어있는 것은 동의보감 내경편 권1,3,5이다.
동의보감에 대한 전체목차가 내경편 언해본에 있는 것으로 미루어보아 동의보감 전체를 언해하려고 한 것으로 여겨지며 내경편을 먼저 한글화작업을 한 것으로 미루어보아 현장에서 필요한 부분을 먼저 이용하려는 특별한 사안이 감안된 것으로 생각해볼 수도 있다.

## 내경편
동의보감(東醫寶鑑)의 내경편(內景篇)은  오장육부의 병증과 치료방법을 설명하고 있는데, 특히 양생(養生:음식, 운동, 정서 등의 생활 규칙으로 몸을 건강하게 하는 법)과 관련된 내용이 많으며 조선 후기 양생에대한 인식이 널리 유행하였고 이와 관련하여 의학적 지식이 있는 궁중 여성들이 관심을 가지고 '동의보감내경편언해'를 필사한 것으로 여겨진다.

## 의학서적의 한글화
조선 성종의 명을 받아 1489년 윤호등이 편찬한 국한문병용의  구급간이방(언해) 및 허종이 서거정, 노사신등고 함께 향약집성방을 언해한것을 위시해 이어서 임진왜란전후에 언해두창집요, 언해구급방, 언해태산집요 등을  허준이 선조의 명을 받아 언해본을 편찬하였고  동의보감 언해를 시도한 동의보감내경편언해등은 의학 서적의 언해본 출간 지속성을 확인할 수 있으며 이러한 한글초창기에 한글의 언해는 한편 당시 한의학계의 백성에대한 애착을 잘 보여준다고 하겠다.

## 같이 보기
- 향약구급방
- 훈민정음